# Adelyk En Aanzienelyk Wapen-Boek Van De Zeven Provincien
Het Adelyk En Aanzienelyk Wapen-Boek Van De Zeven Provincien; Waar By Gevoegt Zyn Een Groot Aantal Genealogien Van Voornaame Adelyke En Aanzienelyke Familien is een tweedelige serie, samengesteld door de auteur en uitgever Abraham Ferwerda (1716-1783), uitgegeven in Leeuwarden tussen 1760 en 1781. In totaal worden uitgebreide genealogische uitwerkingen van meer dan honderd geslachten beschreven en deel 1 bevat een groot aantal platen met bijbehorende familiewapens.
Wanneer takken met dubbele namen tot één geslacht behoren zijn die takken bij de stamnaam opgenomen, gescheiden van elkaar door een schuine streep.

## A
• Van Der Aa • Van Adelen • Aebinga • Van Aerssen • Albada • Van Alendorp • (Taets) Van Amerongen • Van Andringa • Van Arkel • Aylva Van Bornwird •

## B
• Van Beilanus • Van Benting/ Bentink • Van Berck • Van Beveren • Van Beyma • De Blau • Blois Van Haeften • Blois Van Treslong • Van Den Boetselaar • Du Bois • Boll • Van Borsselen • Van Botland • Boudaan • Van Bouricius • Van Brecht • Brederode • Van Breugel • Bronkhorst • De Brauw • Brouerius Van Nidek • Van Der Burch/ Burgh • Burmania •

## C
• Camminga • Van Casembroot • Van Cats • De Chantraine (Dict Broucqsauld) • Clifford • Van Den Clooster • Van Coehoorn • Collot D'Escury • Couttis • Van Cronenburg •

## D
• Van Dam • Van Dedem • Van Delen • Della Faille • Van Der Does • Van Der Dussen • Van Der Duyn • Van Dongen • Van Doornik • Van Dorp • Drenkwaart • Van Duyck •

## E
• D'Eberstein • Van Eck • Van Egmondt/ Van Egmondt Van Der Nyënburg • Eysinga •

## F
• Van Foreest •

## G
• Galama • Van Glinstra • Van Der Goes • Goslinga • Van Groenesteyn • Groustins •

## H
• Haren • Harinxma • Heemstede • Heemstra • Herema/ Hedrum • Hettinga • Van Hoey • Van Holthe/ Van Den Holte • Van Hoogeveen • Huber •

## I
• Van Idsinga •

## K
• De Kempenaer • Van Kinschot • Kuffeler •

## L
• Van Der Laan • Lauta Van Aysma • Van Leyden • Van Loon • Van Lycklama • Van Lynden •

## M
• Van Merode •

## N
• Van Naaldwyk • Van Nispen •

## O
• Van Orange En Nassau •

## P
• Van Pattkull • Van Plettenberg • Van De Poll •

## R
• Rademacher • Van Randwyck • Van Reede • Van Renesse • Van Reynegom • Roorda • Ruychrock •

## S
• Van Scheltinga • Schimmelpenninck • Van Schrassert • Van Schwartzenberg • Six • Van Sminia • Smith • Van Den Steen • Van Strick • Van Stryen • Van Sweerts De Landas • Sytzama •

## T
• Ten Berge • Tjarda Van Starkenborgh • Du Tour • Trip • Tuyl Van Serooskercke •

## U
• Unia •

## V
• Valckenier • Van Veen • Van Vegilin Van Claerbergen • Van Viersen • De Vlieger (Meerman) •

## W
• Van Wassenaar • Van Welvelde • Van Wetstein • De Witt • Van Der Wiele • Van Witsen • De Wolff • Van Wyckel • Van Wynbergen • Wynckelman/ Winckelman • Van Wyngaarden •

## Z
• Van Zypesteyn •